# Agriophyllum lateriflorum
Agriophyllum lateriflorum (Lam.) Moq. – gatunek rośliny z rodziny szarłatowatych (Amaranthaceae Juss.). Występuje naturalnie na obszarze od Kaukazu Południowego przez Iran po zachodnią część Chinach (północna część regionu autonomicznego Sinciang).

## Morfologia
PokrójRoślina jednoroczna dorastająca do 15–40 cm wysokości.
LiścieSą siedzące. Mają kształt od równowąskiego do lancetowatego. Mierzą 15–40 mm długości i 1–7 mm szerokości. Nasada blaszki liściowej łagodnie się zwęża.
KwiatyZebrane są w kłosy, rozwijają się w kątach pędów. Mają 3 działki kielicha o podłużnym kształcie. Pręcików jest 5.
OwoceNiełupki przybierające kształt pęcherzy, przez co sprawiają wrażenie jakby były napompowane. Mają cylindryczny kształt.

## Biologia i ekologia
Rośnie na wydmach. Kwitnie od czerwca do września.